# متیو پی. کانپا
متیو پی. کانپا (انگلیسی: Matthew P. Canepa؛ زادهٔ) ایران‌شناس، و باستان‌شناس است.
وی همچنین برندهٔ جوایزی همچون کمک‌هزینه گوگنهایم شده‌است.